# Бранд, Вэнс
Вэнс ДеВо Бранд (англ. Vance DeVoe Brand; род. 9 мая 1931, Лонгмонт, Колорадо, США) — американский астронавт, лётчик-испытатель, авиационный инженер. В 1975 году в качестве пилота командного модуля совместно с Томас Стаффордом и Дональдом Слейтоном совершил первый совместный советско-американский космический полёт в рамках программы «Союз — Аполлон». С 1982 по 1990 год совершил три космические миссии на кораблях «Спейс шаттл» в качестве командира.
Его общий налёт составляет 9669 часов. В это число входит 8089 часов полётов на самолётах, 391 час на вертолётах, а также 746 часов, проведённых в космическом пространстве. Освоил управление более чем 30 типами военных самолётов.

## Биография
Вэнс родился в семье Рудольфа и Донны Бранд 9 мая 1931 года в городе Лонгмонт, штат Колорадо. Там же окончил среднюю школу в 1949 году. В 1953 году окончил коммерческий факультет Колорадского университета и получил степень бакалавра естественных наук. В 1960 году в том же университете получил степень бакалавра наук по авиационной технологии, а в 1964 году (в Калифорнийском университете) — степень магистра в области управления торгово-промышленной деятельностью.
Вэнс Бранд женат и имеет двух дочерей и четырёх сыновей, увлечения: туризм, горные лыжи, автотуризм.

### Военная служба
С 1953 по 1957 год проходил действительную военную службу в Корпусе морской пехоты США. В 1955 году стал лётчиком ВМС США. В течение 15 месяцев проходил службу в Японии в качестве лётчика-истребителя. После освобождения от исполнения своих служебных обязанностей в армии продолжал службу в резерве ВМС и Национальной гвардии ВВС США вплоть до 1966 года.

### Работа в «Lockheed Corporation»
С 1960 по 1966 год работал в компании «Локхид». Сначала был инженером по лётным испытаниям, а по окончании в 1963 году школы лётчиков-испытателей — лётчиком-испытателем в Палмдейл, штат Калифорния. Руководил группой консультантов авиакомпании «Локхид» в Истре (Франция).

### Работа в НАСА
В 1963 году принимал участие в третьем наборе астронавтов НАСА, но в отряд зачислен не был. В апреле 1966 года был зачислен в отряд астронавтов НАСА во время пятого набора. После прохождения подготовки получил назначение в Отдел астронавтов НАСА. В июне 1968 года участвовал в моделировании полёта командного модуля корабля «Аполлон» в термобарокамере в составе экипажа из трёх человек.
В качестве пилота командного модуля (остающегося на окололунной орбите в ходе экспедиций) входил в дублирующий экипаж корабля «Аполлон-15» и в основной экипаж корабля «Аполлон-18», полёт которого не состоялся. Был командиром дублирующего экипажа 2-й и 3-й экспедиций на станцию «Скайлэб». Рассматривался в качестве командира экипажа при планировании спасательной экспедиция Скайлэб-спасатель на орбитальную станцию «Скайлэб» и несостоявшегося полёта Скайлэб-5. Бранд совершил четыре полёта в космос: «Аполлон (ЭПАС)», STS-5, STS-41B, STS-35, пробыв на орбите 746 часов.
Ушёл из отряда астронавтов в 1992 году, заняв должность руководителя национальной программы разработки воздушно-космического самолёта (National Aerospace Plane) в Управлении по разработке совместных программ на авиабазе ВВС Райт-Паттерсон в Дейтоне, штат Огайо. В сентябре 1994 года переехал в Калифорнию, где стал помощником начальника отдела управления полётами в исследовательском центре имени Драйдена на базе Эдвардс. Затем работал там же исполняющим обязанности начальника инженерной службы. Бранд уволился из НАСА в январе 2008 года.

### Космические полёты

#### Союз-Аполлон

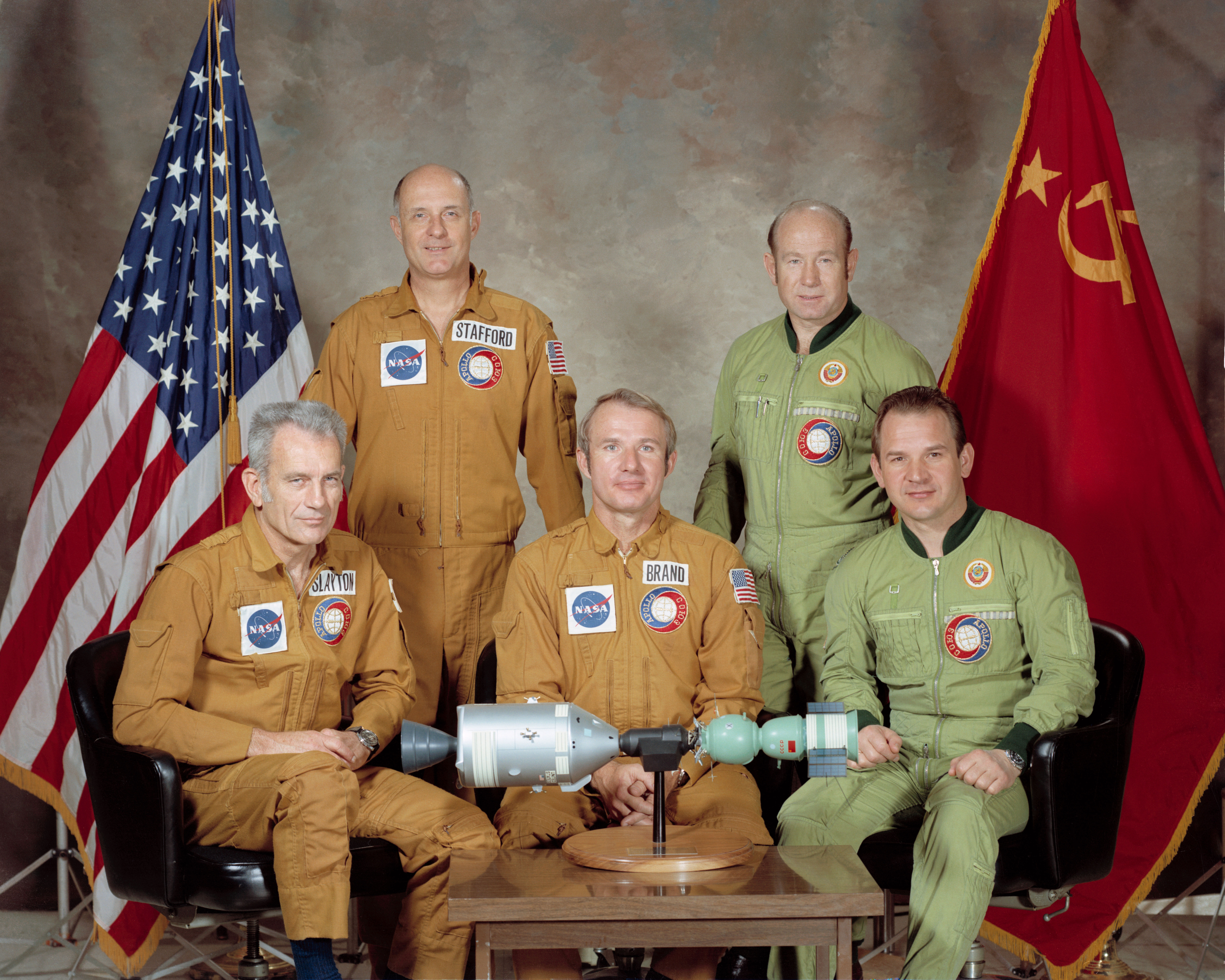
Экипаж «Союз — Аполлон». Бранд — в середине

9 февраля 1973 года был назначен пилотом командного модуля корабля «Аполлон» для участия в полёте по совместному американо-советскому проекту «Союз — Аполлон». Участие в этой миссии с 15 по 24 июля 1975 года на корабле «Аполлон» стало его первым полётом. Это был первый совместный полёт советского и американского космических кораблей. После стыковки «Союз-19» и «Аполлон» Бранд стал первым из иностранных астронавтов, перешедших на борт советского космического корабля. В совместном полёте принимали участие Томас Стаффорд (командир «Аполлона»), Вэнс Бранд (пилот командного модуля) и Дональд Слейтон (пилот стыковочного модуля), Алексей Леонов (командир «Союза») и Валерий Кубасов (бортинженер). Корабль «Союз» стартовал с космодрома Байконур 15 июля 1975 года в 15 часов 20 минут, а через 7,5 часов с космодрома на мысе Канаверал был запущен «Аполлон». Два дня спустя была произведена успешная стыковка. В дальнейшем космонавты совершенствовали процедуру стыковки и проводили научные эксперименты. В состыкованном состоянии два корабля в совокупности пробыли 46 часов, после чего оба экипажа благополучно вернулись на Землю. «Союз» спустился на парашюте на твёрдую землю в СССР 21 июля, «Аполлон» приводнился недалеко от Гавайских островов 25 июля 1975 года.

#### STS-5
Второй полёт с 11 по 16 ноября 1982 года совершил в качестве командира экипажа шаттла «Колумбия» STS-5. Экипаж состоял из 4 человек: Вэнс Бранд, Роберт Овермайер, Джозеф Аллен и Уильям Ленуар. В ходе миссии были осуществлены запуски американского спутника «SBS-3» и канадского «Anik-C3». Продолжительность полёта составила 122 часа. Бранду был 51 год и 6 месяцев, и на тот момент он стал самым пожилым астронавтом (в 1983 году его превзошёл Уильям Торнтон).

#### STS-41-B
Третий полёт с 3 по 11 февраля 1984 года совершил в качестве командира экипажа из пяти человек шаттла «Челленджер» STS-41B (Вэнс Бранд, Роберт Гибсон, Брюс Маккэндлесс, Роберт Стюарт, Роналд Макнейр). В ходе миссии был совершён неудачный запуск двух коммуникационных спутников. Продолжительность полёта составила 191 час.
Тренировался в качестве командира экипажа для полёта STS-51H шаттла «Атлантис» запланированном на ноябрь 1985 года, по программе «Spacelab EOM» (Earth Observation Mission), в дальнейшем отменённом и перенесённым на STS-61K «Колумбии» в октябре 1986 года, который так же был отменён в связи с катастрофой «Челленджера» в январе 1986 года.

#### STS-35

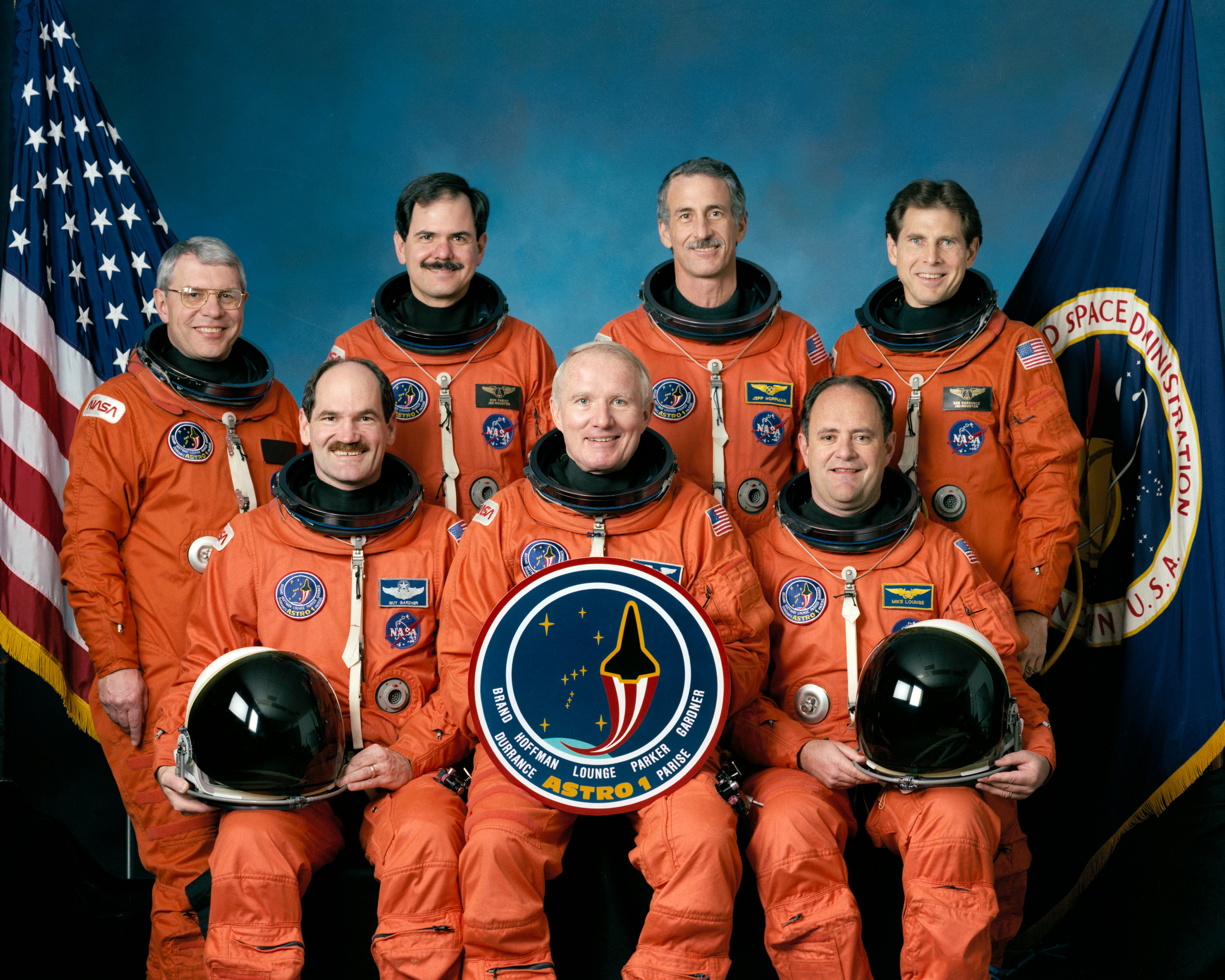
Экипаж STS-35: (слева направо): Р. Паркер, Г. Гарднер, Р. Паризи, В. Бранд, Д. Хоффман, М. Лаундж, С. Дарранс

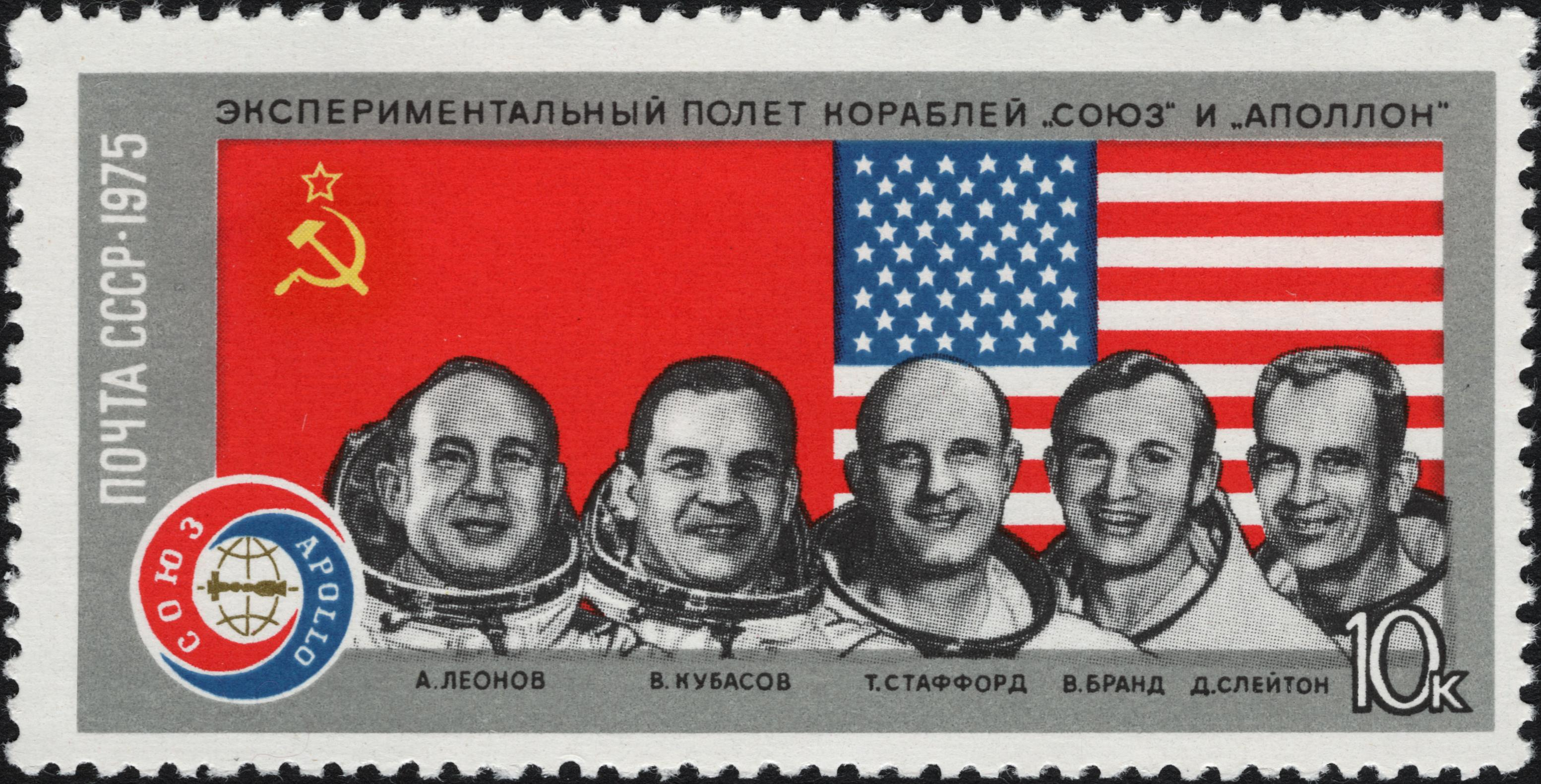
Полёт кораблей «Союз-Аполлон»: Алексей Леонов, Валерий Кубасов, Томас Стаффорд, Вэнс Бранд, Дональд Слейтон

Четвёртый полёт со 2 по 11 декабря 1990 года совершил в качестве командира экипажа в экипаже шаттла «Колумбия» STS-35.
До катастрофы шаттла «Челленджер» эта миссия планировалась на март 1986 года как STS-61-E. Первоначально командиром экипажа был назначен Джон Макбрайд. Однако после его ухода из отряда астронавтов 12 мая 1989 года командиром был назначен Вэнс Бранд. Кроме того, пилот Ричард Ричардс и полётный специалист Дэвид Листма были заменены Гаем Гарднером и Майклом Лаунджем соответственно.
59-летний Вэнс Бранд оказался самым старым астронавтом, который полетел в космос до полёта 61-летнего С. Масгрейва в ноябре 1996 года.
В ходе миссии было выполнено развёртывание рентгеновского телескопа НАСА «Astro-1».
| Космические полёты Вэнса Бранда                                 | Космические полёты Вэнса Бранда | Космические полёты Вэнса Бранда | Космические полёты Вэнса Бранда | Космические полёты Вэнса Бранда    |
| №                                                               | Дата                            | КК                              | Функции                         | Продолжительность                  |
| --------------------------------------------------------------- | ------------------------------- | ------------------------------- | ------------------------------- | ---------------------------------- |
| 1                                                               | 15 июля 1975 года               | «Союз — Аполлон»                | Пилот                           | 9 суток 1 час 28 минут 23 секунды  |
| 2                                                               | 11 ноября 1982 года             | «STS-5»                         | Командир                        | 5 суток 2 часа 15 минут 29 секунд  |
| 3                                                               | 3 февраля 1984 года             | «STS-41B»                       | Командир                        | 7 суток 23 часа 17 минут 2 секунды |
| 4                                                               | 2 декабря 1990 года             | «STS-35»                        | Командир                        | 8 суток 23 часа 6 минут 6 секунд   |
| Суммарное проведённое время в космосе — 31 суток 2 часа 7 минут |                                 |                                 |                                 |                                    |

## Награды и отличия
- 2 медали НАСА «За исключительные заслуги» (1974, 1988)[10];
- 2 медали НАСА «За выдающуюся службу» (1975, 1992);
- 3 медали НАСА «За космический полёт» (1983, 1984, 1992);
- Золотая медаль Международной авиационной федерации имени Ю. А. Гагарина (1976);
- Золотая медаль Международной авиационной федерации имени К. Э. Циолковского (2005);
- Почётный диплом имени В. М. Комарова (1983, 1991);
- Имя Бранда занесено в Зал славы астронавтов (1997);
- Почётный доктор наук Университета Колорадо (2000);
- Почётный гражданин Калининграда (9 июля 2005)[11].